# 大塚博堂・FOREVER
『大塚博堂・FOREVER』（おおつかはくどう・フォーエバー）は、1981年8月25日に発売された大塚博堂の追悼盤アルバムである。

## 内容
1981年5月18日に急逝した博堂の追悼盤で、初のベスト・アルバムである。未発表曲2曲（3、12）が収録されている。

## 収録曲
| 全作曲: 大塚博堂。 |                                          |          |            |              |
| #                  | タイトル                                 | 作詞     | 作曲・編曲 | 編曲         |
| 1.                 | 「もう子供でも鳥でもないんだから」       | るい     | 大塚博堂   | クニ河内     |
| 2.                 | 「季節の中に埋もれて」                   | 藤公之介 | 大塚博堂   | 森岡賢一郎   |
| 3.                 | 「映画館」                               | 藤公之介 | 大塚博堂   | あかのたちお |
| 4.                 | 「娘をよろしく」                         | 広瀬俊夫 | 大塚博堂   | 森岡賢一郎   |
| 5.                 | 「めぐり逢い紡いで」                     | るい     | 大塚博堂   | 林哲司       |
| 6.                 | 「ふるさとでもないのに」                 | 藤公之介 | 大塚博堂   | 佐藤準       |
| 7.                 | 「過ぎ去りし想い出は」                   | 大塚博堂 | 大塚博堂   | 森岡賢一郎   |
| 8.                 | 「ライ麦畑でつかまえて」                 | るい     | 大塚博堂   | クニ河内     |
| 9.                 | 「旅でもしようか」                       | 藤公之介 | 大塚博堂   | あかのたちお |
| 10.                | 「ピアノコンチェルトは聞こえない」       | るい     | 大塚博堂   | 宮川泰       |
| 11.                | 「ダスティン・ホフマンになれなかったよ」 | 藤公之介 | 大塚博堂   | 惣領泰則     |
| 12.                | 「Never Could Say Good-bye」             | 大塚博堂 | 大塚博堂   | あかのたちお |